# 10 (Spice)
10 è il primo album in studio della cantante giamaicana Spice, pubblicato il 6 agosto 2021 dalla VP.

## Tracce
1. S.P.I.C.E – 2:43
2. Send It Up – 2:54
3. Go Down Deh (feat. Shaggy e Sean Paul) – 2:34
4. So Mi Like It – 2:34
5. Size Matters – 2:36
6. Po-Po (feat. Nicho) – 2:27
7. Don't Care – 2:56
8. On Your Mind (feat. Olaf Blackwood) – 2:57
9. Top – 2:50
10. Love Her – 2:32
11. Frenz – 3:02
12. Different Shit (feat. Melissa Musique) – 2:13
13. FIT – 2:14
14. Bad Girl (feat. Shaggy) – 3:34
15. Nitey – 2:55